# Bālotra
Bālotra (engelska: Balotra) är en ort i Indien.   Den ligger i distriktet Bārmer och delstaten Rajasthan, i den nordvästra delen av landet, 600 km sydväst om huvudstaden New Delhi. Bālotra ligger 115 meter över havet och antalet invånare är 68 120.
Terrängen runt Bālotra är platt. Runt Bālotra är det ganska tätbefolkat, med 108 invånare per kvadratkilometer. Det finns inga andra samhällen i närheten. Omgivningarna runt Bālotra är i huvudsak ett öppet busklandskap.